# Stiftelsen för kunskapsfrämjande inom turism
Stiftelsen för kunskapsfrämjande inom turism är en stiftelse (registrerad 1997) som verkar för utveckling av kunskap inom svensk besöksnäring. Stiftelsen är fristående, men Tillväxtverket är huvudman och utser styrelsen. Stiftelsen för kunskapsfrämjande inom turism delar årligen ut Stora turismpriset.